# Dabronc
Dabronc è un comune dell'Ungheria di 497 abitanti (dati 2001). È situato nella contea di Veszprém.